# Françoise Mbango Etone
Françoise Mbango Etone (Yaoundé, 14 april 1976) is een Kameroens atlete, die gespecialiseerd is in hink-stap-springen en verspringen. Zij nam driemaal deel aan de Olympische Spelen, waarop zij twee achtereenvolgende malen goud veroverde.

## Biografie

### Begin atletiekloopbaan
Tijdens haar schooltijd probeerde Mbango Etone meerdere sporten uit, en concentreerde zich aanvankelijk op voetbal. Ze deed wat atletiek erbij en slaagde erin om in 1992 nationaal kampioene hoogspringen te worden met 1,45 m. In 1994 concentreerde ze zich op advies van haar trainer op hink-stap-springen. In 1996 leverde dat haar een bronzen medaille op bij de Afrikaanse kampioenschappen. In 1998 werd ze tweede bij de Gemenebestspelen in Kuala Lumpur. In datzelfde jaar verbeterde ze het Afrikaanse record tot 14,02, een record dat een week later alweer werd verbroken.

### Kampioene Afrikaanse Spelen
In 1999 haalde Mbango Etone het Afrikaanse record echter weer terug met een sprong van 14,70, en vestigde ze ook een nationaal record bij het verspringen met 6,55. Met deze prestaties werd ze kampioene bij het hink-stap-springen en tweede bij het verspringen op de Afrikaanse Spelen.

### Olympisch kampioene
Haar grootste successen kwamen in de periode 2001-2004. In 2001 won Mbango Etone zilver op de WK in Edmonton. In 2002 won ze goud op de Afrikaanse kampioenschappen in Radès in zowel het hink-stap-springen als het verspringen. In 2003 won ze zowel zilver op de WK in Parijs als op het WK indoor in Birmingham. In 2004 kwam haar hoogtepunt met de titel op het hink-stap-springen tijdens de Olympische Spelen in Athene, waar ze met 15,30 het Afrikaans record terugnam, dat ze eerder dat jaar was kwijtgeraakt aan Yamilé Aldama.

### Na schorsing olympische titel geprolongeerd
Na 2004 liet Mbango Etone zich niet vaak meer op wedstrijden zien. Ze nam niet meer deel aan WK's, Afrikaanse kampioenschappen of Afrikaanse Spelen, tot wanhoop van de Kameroense atletiekbond. Die schorste haar om deze reden in september 2007 voor onbepaalde tijd. Pas als de atlete zou aangegeven waarom ze niet was verschenen op de Afrikaanse Spelen van 2007, werd haar schorsing mogelijk opgeheven.
Het feit dat ze eerst van 2005 tot 2006 een jaar in de Verenigde Staten had gestudeerd aan de St. John's University in Queens, New York en er vervolgens twee jaar tussenuit was geweest in verband met de geboorte van haar zoon Adna-Niels, was blijkbaar een voldoende verklaring voor de Kameroense bond. Haar schorsing werd opgeheven en op de Olympische Spelen van 2008 was ze er weer bij. Prompt prolongeerde ze haar olympische titel en vestigde ze met 15,39 een nieuw olympisch en Afrikaans record.

## Titels
- Olympisch kampioene hink-stap-springen - 2004, 2008
- Afrikaans kampioene hink-stap-springen - 2002
- Afrikaans kampioene verspringen - 2002
- Kameroens kampioene hoogspringen - 1992

## Persoonlijke records
Outdoor
| Onderdeel          | Prestatie           | Datum             | Plaats       |
| ------------------ | ------------------- | ----------------- | ------------ |
| 100 m              | 12,27               | 28 april 2002     | L'Aigle      |
| verspringen        | 6,55 m              | 16 september 1999 | Johannesburg |
| hink-stap-springen | 15,39 m (ex-OR; AR) | 17 augustus 2008  | Peking       |

Indoor
| Onderdeel          | Prestatie | Datum         | Plaats     |
| ------------------ | --------- | ------------- | ---------- |
| hink-stap-springen | 14,88 m   | 15 maart 2003 | Birmingham |

## Prestaties

### Kampioenschappen
| Jaar | Wedstrijd                   | Plaats       | Resultaat | Extra              |
| ---- | --------------------------- | ------------ | --------- | ------------------ |
| 1998 | Gemenebestspelen            | Kuala Lumpur | 2e        | hink-stap-springen |
| 1999 | Afrikaanse Spelen           | Johannesburg | 1e        | hink-stap-springen |
| 2000 | OS                          | Sydney       | 10e       | hink-stap-springen |
| 2000 | Afrikaanse kampioenschappen | Algiers      | 2e        | hink-stap-springen |
| 2001 | WK                          | Edmonton     | 2e        | hink-stap-springen |
| 2002 | Gemenebestspelen            | Manchester   | 2e        | hink-stap-springen |
| 2002 | Afrikaanse kampioenschappen | Radès        | 1e        | hink-stap-springen |
| 2002 | Afrikaanse kampioenschappen | Radès        | 1e        | verspringen        |
| 2002 | Wereldbeker                 | Madrid       | 1e        | hink-stap-springen |
| 2003 | WK indoor                   | Birmingham   | 2e        | hink-stap-springen |
| 2003 | WK                          | Parijs       | 2e        | hink-stap-springen |
| 2004 | WK indoor                   | Boedapest    | 3e        | hink-stap-springen |
| 2004 | OS                          | Athene       | 1e        | hink-stap-springen |
| 2008 | OS                          | Peking       | 1e        | hink-stap-springen |

### Golden League-podiumplekken
| Jaar | Wedstrijd             | Plaats      | Resultaat | Extra              | Afstand |
| ---- | --------------------- | ----------- | --------- | ------------------ | ------- |
| 2003 | Bislett Games         | Oslo        | 2e        | hink-stap-springen | 14,88 m |
| 2003 | Meeting Gaz de France | Saint-Denis | 3e        | hink-stap-springen | 14,82 m |
| 2003 | ISTAF                 | Berlijn     | 3e        | hink-stap-springen | 14,60 m |
| 2003 | Weltklasse Zürich     | Zürich      | 1e        | hink-stap-springen | 14,87 m |

### Diamond League-podiumplekken
| Jaar | Wedstrijd                       | Plaats | Resultaat | Extra              | Afstand |
| ---- | ------------------------------- | ------ | --------- | ------------------ | ------- |
| 2012 | Qatar Athletic Super Grand Prix | Doha   | 3e        | hink-stap-springen | 14,09 m |

1996: Inessa Kravets ·
2000: Tereza Marinova ·
2004: Françoise Mbango Etone ·
2008: Françoise Mbango Etone ·
2012: Olga Rypakova ·
2016: Caterine Ibargüen ·
2020: Yulimar Rojas ·
2024: Thea LaFond